# Tomu Sione
Pour les articles homonymes, voir Sione.
Sir Tomu Malaefone Sione, né le 17 novembre 1941 et mort en avril 2016, est un homme politique, gouverneur général des Tuvalu du 1er décembre 1993 au 26 juin 1994.

## Biographie
Sir Tomu Sione a d'abord été élu représentant de la circonscription de Niutao à la Chambre des représentants de la colonie des îles Gilbert et Ellice aux élections générales de 1971. Il a été réélu aux élections générales de 1974. À la suite de la séparation de Tuvalu de Kiribati, il a siégé à la Chambre d'assemblée de la colonie de Tuvalu. De 1975 à 1978, il a été ministre du Commerce et des Ressources naturelles au sein du cabinet du ministre en chef Toalipi Lauti.
Après l'indépendance, Tomu Sione a été élu pour représenter la circonscription de Niutao au Parlement de Tuvalu lors des élections du 27 août 1977. 
Sione a été gouverneur général de Tuvalu de 1993 à 1994, en tant que représentant d'Élisabeth II, reine des Tuvalu.
Un peu inhabituel pour un ancien gouverneur général, après s'être retiré de ce bureau, Sione s'est par la suite présenté à nouveau devant le Parlement. Il a été élu par la circonscription de Niutao et a présidé le Parlement de 1998 à 2002.
Sione a perdu son siège aux élections générales de 2002, mais il a été réélu aux élections générales de 2006 à Tuvalu et a ensuite été nommé président du caucus parlementaire de l’Administration du Premier ministre de Tuvalu, Apisai Ielemia .
Il a représenté la circonscription de Niutao jusqu'aux élections générales de 2010 à Tuvalu.
Ayant quitté le Parlement pendant cinq ans, il a été candidat aux élections générales de Tuvalu en 2015 et a recueilli 300 voix mais n'a pas été élu.

## Voir Aussi
- Liste des gouverneurs généraux des Tuvalu